# Руденко, Андрей Викторович
Андрей Викторович Руденко (род. 13 мая 1967 года, село Чорух-Дайрон, Ленинабадской области, Таджикской ССР) — депутат Государственной Думы 6-го созыва. Заместитель председателя Комитета ГД по жилищной политике и жилищно-коммунальному хозяйству.

## Биография
Родился 13 мая 1967 года в посёлке Чорух-Дайрон Ленинабадской области Таджикской ССР.

### Образование
1990 год — окончил Ленинградский ордена Ленина Кораблестроительный Институт, специальность «Судостроение и судоремонт», квалификация инженер-кораблестроитель. 
2003 год — окончил Кубанский государственный университет, юриспруденция, юридическая деятельность в области государственных, гражданско-правовых и хозяйственно-правовых отношений.

### Трудовая деятельность
2003 год —  BVQI («Бюро Веритас», г. Москва) ведущий аудитор систем качества на базе международных стандартов ISO, 2003 года.
1990 год — мастер сборочных работ в «Северное Машиностроительное Предприятие», г. Северодвинск. 
1992 год — переехал в Краснодарский край, где занимал различные должности в различных структурах. 
2003 год — создал ООО Консалтинговая Компания «VIP», с 2007 года  и до избрания депутатом Госдумы являлся её руководителем.
С 2011 по 2016 год — депутат Государственной Думы ФС РФ шестого созыва. Член политической партии «Справедливая Россия». 
до 2016 года — председатель Совета Регионального отделения Политической партии «Справедливая Россия» в Краснодарском крае.